# Violet Olney
Violet Olney (* 22. Mai 1911 in Southwark, London; † 3. Januar 1999 in Addlestone) war eine britische Leichtathletin und Olympiateilnehmerin.
Bei den XI. Olympischen Sommerspielen 1936 in Berlin gewann sie die Mannschafts-Silbermedaille im 4-mal-100-Meter-Staffellauf zusammen mit ihren Teamkolleginnen Eileen Hiscock, Audrey Brown und Barbara Burke hinter dem Team der USA (Gold) und vor dem Team aus Kanada (Bronze).
Bei einer Körpergröße von 1,62 m betrug ihr Wettkampfgewicht 56 kg.